# 緒方春朔

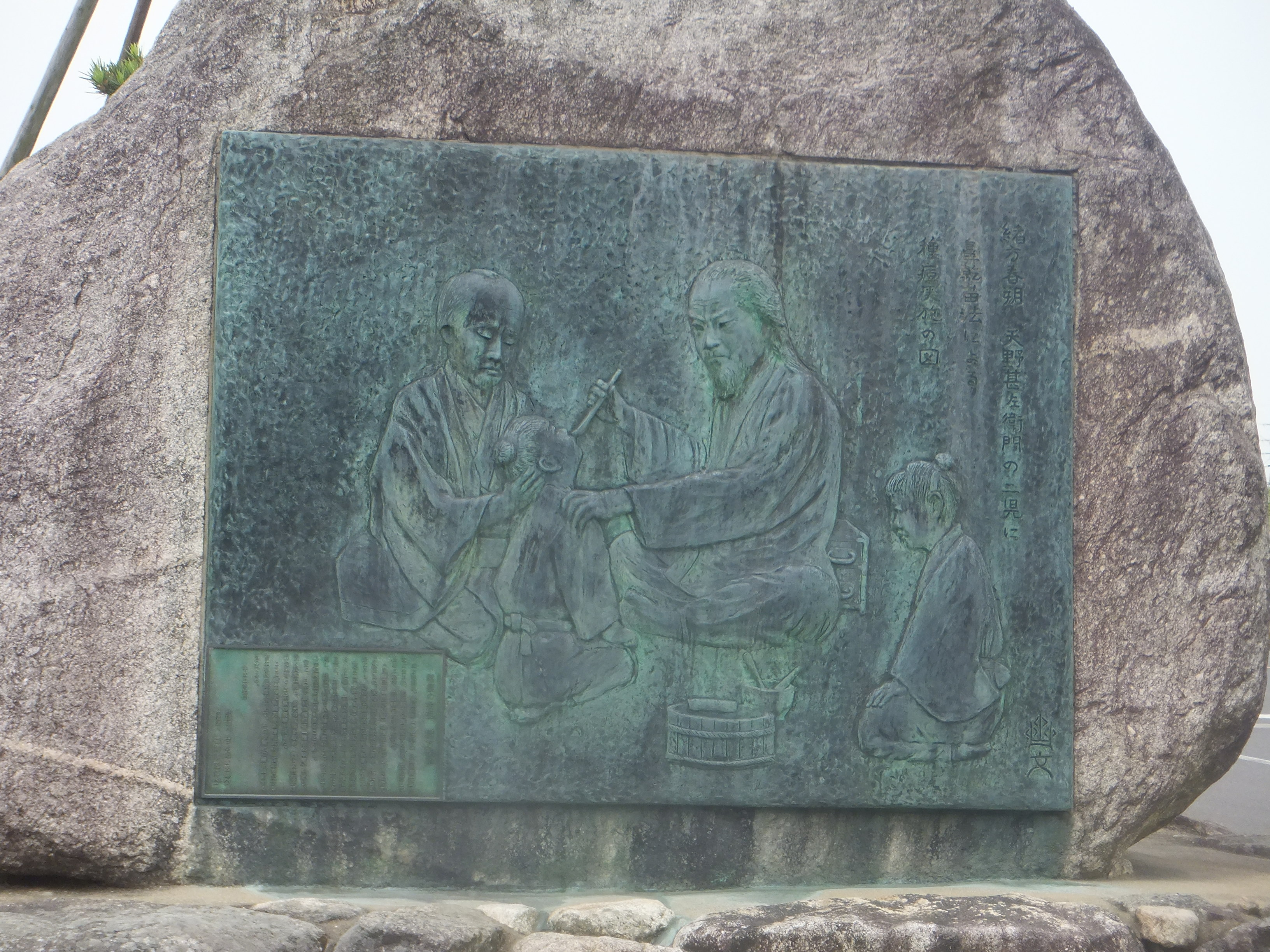
緒方春朔種痘成功200年記念のレリーフ（朝倉医師会病院前）

緒方 春朔（おがた しゅんさく、寛延元年（1748年） - 文化7年1月21日（1810年2月24日））は、江戸時代の医学者。春朔は通称で、諱は惟章（これあき）、号は済庵、洞雲軒。筑後国久留米（現福岡県久留米市）出身。

## 生涯
筑後国久留米藩士小田村甚吾（初名瓦林清右衛門）の次男として生まれ、その後久留米藩医緒方元斉の養子となる。若い頃から家業を継ぐため長崎に遊学し蘭方医吉雄耕牛の元で医学を学ぶ。
天明年間（1781年～1788年）、久留米を離れ先祖ゆかりの地である筑前国秋月（現福岡県朝倉市秋月）に移住。初め上秋月村（現朝倉市上秋月）の大庄屋天野甚左衛門宅の離れを借りて住んでいたが、寛政元年（1789年）秋月藩8代藩主黒田長舒に召抱えられ、藩医となる。
春朔は長崎にいた頃から種痘に関心を持っており、清の医学書『医宗金鑑』を基に種痘について研究していた。この種痘法はエドワード・ジェンナーの考案した牛痘を用いた方法ではなく、天然痘患者から採取した膿（痘痂）を使った方法（人痘法）であった。春朔の人痘法は、ジェンナーの牛痘の種痘よりも6年早く始められた。前述の『医宗金鑑』に記された種痘法は銀の管を使って粉末状にした痘痂を鼻へ吹き入れるというものであったが、春朔は確実性を増すためこの方法に改良を加え、木製のへらに盛った痘痂粉末を鼻孔から吸引させるという方法を考案した。
寛政元年（1789年）から翌2年（1790年）にかけて秋月藩内で天然痘が流行。このとき春朔は自らが診察した患者から痘痂を採取した後、天野甚左衛門の申し出を受け彼の子供二人に初の種痘を実施。二人の子供は接種から2日後、天然痘の症状を発症したがその後10日ほどで回復した。
寛政5年（1793年）春朔は自らの研究の成果をまとめた医学書『種痘必順弁』を著す。この本は一般の人にも種痘について分かりやすく説明するために書かれたという面もあり、当時にしては珍しく和文で書かれている（この時代の医学書は漢文で書くのが主流であった）。
春朔は自らが考案した種痘法を秘伝とせず、教えを請う者には分け隔てなく学ばせたのでその名声は日増しに高まり、ついには日本各地から門人が集まるようになった。その3分の1近くが諸藩の藩医であった。
こうして種痘を広めるため尽力した春朔は人々から『医聖』とまで呼ばれるようになったという。
文化7年（1810年）没。享年63。墓所は秋月の長生寺。
大正5年（1916年）、正五位を追贈された。
昭和2年（1927年）には朝倉郡医師会（現朝倉医師会）によって記念碑が旧秋月城内に建立された。
また朝倉市の朝倉医師会病院には平成2年（1990年）に建立された緒方春朔種痘成功200年顕彰碑がある。この石碑には彼が初めて種痘を施した際の様子がレリーフとして刻まれている。

## 関連書籍
- 有高扶桑『あぶだ春朔 小説種痘事始』鳥影社、2003年

春朔が主人公の歴史小説。